# Martin Matte
Pour les articles homonymes, voir Matte.
Martin Matte,  né le 14 avril 1970 à Laval, est un humoriste, acteur, auteur, scénariste et producteur québécois, diplômé de l'École nationale de l'humour en 1995.

## Spectacle et tournée

### Début de carrière
De 1986 à 1988, Martin Matte effectue ses études collégiales au Collège de Bois-de-Boulogne. Il étudie ensuite en administration et en marketing à l'Université du Québec à Montréal, d'où il sort diplômé en 1991. Il se tourne ensuite vers l'École nationale de l'humour et, en 1995, en obtient un diplôme avec « mention humoristique  ». Dès sa sortie de l'école, il devient animateur à CKOI-FM et CKMF-FM. Il commence également à participer au festival Juste pour rire.
En 1996, il anime la série Allô-Prof sur les ondes Télé-Québec et participe à plusieurs émissions de télévision en tant que chroniqueur ou via des capsules humoristiques.
Il obtient, en 1999, sa première reconnaissance, le trophée dans la catégorie « Révélation de l'année » au Gala Les Olivier.
En 2014, Martin Matte s’associe avec la compagnie québécoise spécialisée en confection de skis haut de gamme Raccoon.

### Premier spectacle solo:Histoires vraies
En 2000, il présente son premier spectacle solo, intitulé Histoires vraies. Après avoir obtenu un succès partout au Québec (présenté plus de 300 fois devant plus de 250 000 spectateurs), Martin Matte met fin à sa série de spectacles et le 30 janvier 2004, il présente Histoires vraies au Centre Bell, devant 8 000 spectateurs. Il lance la même année, le DVD du spectacle, qui s'est vendu à plus de 60 000 exemplaires à ce jour[Quand ?],.

### Deuxième spectacle solo:Condamné à l'excellence
En 2007, Martin Matte est de retour sur scène avec un nouveau spectacle solo, Condamné à l'excellence, présenté dans plusieurs villes du Québec dont Montréal. Cette production atteint des ventes de 125 000 billets vendus avant sa rentrée montréalaise. Au cours de cette 2e tournée, Martin Matte a offert 300 représentations, devant plus de 420 000 personnes[réf. souhaitée].
En novembre 2009, il reçoit le prix du billet quadruple platine (400 000 billets vendus) pour son spectacle Condamné à l'excellence.

### Troisième spectacle solo:Eh la la…!
En janvier 2017, Martin Matte annonce qu'il travaille sur l'écriture d'un troisième spectacle solo intitulé Eh la la…!
Martin Matte a réussi à vendre 50 000 billets pour son nouveau spectacle, Eh la la…!, en l’espace de 24 heures seulement en septembre 2017. Il effectue une partie de son rodage à Montréal, au Théâtre St-Denis du 10 au 18 octobre 2017 (cinq spectacles) puis 20 autres spectacles à Sainte-Thérèse et à Joliette.

## Télévision et film

### Galas et émissions humoristiques
Parallèlement à ses spectacles, Martin Matte apparaît dans des émissions telles que Le Grand Blond avec un show sournois (par le biais de ses chroniques financières), dans l'émission de comédie de situations, KM/H et en vedette pendant quatre saisons (2003 à 2006), dans la série émission télévisée Caméra Café. Il remporte d'ailleurs un Prix MetroStar en 2005 dans la catégorie « Artiste d'émission Humour » pour son rôle de Bruno Gagnon dans Caméra Café.
Il anime les galas Juste pour rire et deux Galas des Olivier (2005-2006).
En 2005, il remporte son deuxième trophée au Gala Les Olivier, soit l'Olivier de l'« Humoriste de l'année », récompense qu'il obtient également l'année suivante.
Il quitte la série télévisée Caméra Café en 2006. Il revient pour la saison 2009-2010. En mars 2010, durant l'émission Tout le monde en parle, il confirme que Caméra Café est trop pour lui et quitte l'émission pour une deuxième fois.
En 2024 , après le grand succès Les beaux malaises , Martin Matte se lance dans l'écriture d'une nouvelle série inspirée de la vie de son père.

### Maxi
Le 20 novembre 2016, Martin Matte devient le porte-parole des épiceries Maxi. Il est la vedette de différentes annonces humoristiques annonçant la variété des produits frais ainsi que les bas prix qu'offre la chaîne de supermarchés.
En mai 2020, une publicité humoristique mettant en scène l'humoriste en surpoids est retirée après avoir choqué certaines personnes.
Le 27 novembre 2023, Martin Matte fait le rôle d'un lutin dans le cadre de la campagne publicitaire du temps des Fêtes de Maxi. Dans cette campagne, il prend le nom de Martin Coquin.

### Les Beaux Malaises
En 2013, Martin Matte annonce la création d'une nouvelle comédie de situation dont il est à la fois acteur, concepteur, auteur et producteur. Diffusée sur les ondes de TVA à partir de janvier 2014, la série Les Beaux Malaises, inspirée de sa propre vie, le met en scène dans différentes situations, le plus souvent malaisantes ou anecdotiques.
La série rencontre un franc succès. Elle attire approximativement 2 millions de téléspectateurs chaque semaine. Elle est produite durant quatre saisons (44 épisodes), jusqu'en mars 2021. Elle remporte plus de 43 prix. Les trois première saison de la série sont disponibles sur Prime Video. Vendue dans plusieurs pays, la série a également été adaptée en France en 2016 et diffusée sur M6, avec Franck Dubosc dans le rôle de Martin Matte. En 2023, c'est le tour de la Belgique d'adapter la série québécoise sous le nom de Boomer sur la chaine belge VRT1, avec l’acteur Jan Van Looveren dans le rôle principal.

### Eh la la…!
En 2019, Martin Matte sera le premier humoriste québécois dont le spectacle sur scène sera accessible sur Netflix partout dans le monde. En juillet 2018, Netflix a filmé le spectacle solo Eh la la…! au Théâtre St-Denis à Montréal. Deux versions ont été enregistrées, sous la direction du réalisateur Jean-François Blais (à la barre d’En direct de l'univers pendant neuf saisons, et La voix en 2019). 

## Fondation
Son frère Christian, alors âgé de 17 ans, est atteint d'un traumatisme crânien à la suite d'un accident de voiture qui le privera de son autonomie. En 2007, Martin Matte crée une fondation à son nom (Fondation Martin-Matte pour venir en aide aux personnes vivant avec un traumatisme crânien ou avec une déficience physique en ouvrant des maisons d'hébergement répondant à leurs besoins (physiques, psychologiques et sociaux). Depuis sa création, plus de 9 millions CA$ ont été amassés et six maisons ont été bâties, entre autres, grâce au marathon de ski « Les beaux 4h Fondation Martin-Matte », qui représente l'une de leurs plus grandes activités de collecte de fonds.
La Maison Martin-Matte de Québec est inaugurée en novembre 2016, sur le site de l'emblématique restaurant La Germanic. L'endroit fût racheté en 2013 par l'entrepreneur Yanik Guillemette en vue du projet multi-résidentiel,.
En juin 2017, Martin Matte reçoit la Croix du service méritoire (division civile) du gouverneur général du Canada. Les décorations du service méritoire ont été créés pour reconnaître les gens qui font la fierté du Canada. L'année 2017 marque aussi les dix ans de la Fondation Martin-Matte.

## Filmographie

### Télévision
- 1996 : Allô-Prof
- 1998 : KM/H : François
- 1999 : Juliette Pomerleau : Policier
- 2002-2006 et 2009-2010 : Caméra Café : Bruno Gagnon
- 2002-2014 : Publicités de la compagnie Honda au Québec : Porte-parole
- 2013 : C'est la crise ! : Martin Desjardins
- 2014-2016 : Les Beaux Malaises : Lui-même
- 2017 : Publicités des épiceries Maxi au Québec : Porte-parole
- 2021 : Les Beaux Malaises 2.0 : Lui-même
- 2023 : Martin Matte en direct : Lui-même[27]

### Cinéma
- 2007 : Nitro : Avocat
- 2017 : Le Trip à trois : Simon Monette

### Doublage
- 2016 : Zootopie : Stu

## Distinctions

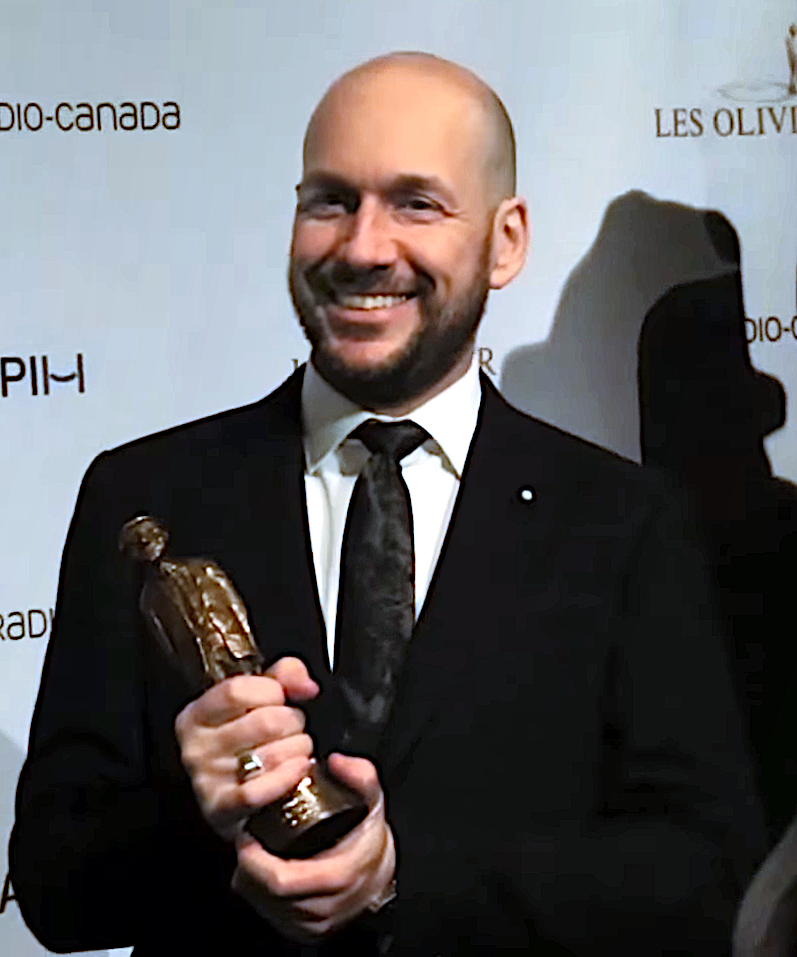
Martin Matte sur le tapis rouge du gala des Oliviers en 2016

### Récompenses

#### Olivier
- 1999 - Découverte de l'année
- 2005 - Humoriste de l'année
- 2006 - Humoriste de l'année
- 2008 - Spectacle d'humour de l'année
- 2008 - Spectacle d'humour le plus populaire
- 2008 - Auteur(s) de l'année
- 2008 - DVD d'humour de l'année
- 2010 - Spectacle d'humour le plus populaire (Condamné à l'excellence)
- 2011 - Meilleur DVD humoristique (Condamné à l'excellence)
- 2015 - Olivier de l'année - meilleur artiste
- 2022 - Texte de l'année - série télé ou web humoristique[28]

#### Félix
- 2003 - Billet Double-Platine (Histoires vraies)
- 2009 - Billet Quadruple-Platine (Condamné à l'excellence)
- 2010 - Album ou DVD de l'année - Humour (Condamné à l'excellence)
- 2016 - Émission de télévision de l'année humour (Les Beaux Malaises)

#### Gémeaux
- 2014 - Meilleur Premier rôle masculin - Comédie (Les Beaux Malaises)
- 2015 - Meilleur Premier rôle masculin - Comédie (Les Beaux Malaises)

#### Métrostar
- 2005 - Artiste d'émission d'humour

#### Artis
- 2014 - Rôle masculin dans une comédie (Les Beaux Malaises)
- 2015 - Rôle masculin dans une comédie (Les Beaux Malaises)
- 2016 - Rôle masculin dans une comédie (Les Beaux Malaises)
- 2016 - Personnalité masculine de l'année - Toutes les catégories (Les Beaux Malaises)

### Nominations

#### Olivier
- 2009 - Olivier de l'année
- 2010 - Olivier de l'année
- 2017 - Olivier de l'année
- 2018 - Meilleur vendeur (Eh la la…!)
- 2018 - Spectacle d'humour de l'année (Eh la la…!)
- 2018 - Auteurs de l'année - Martin Matte et François Avard (Eh la la…!)

#### Félix
- 2001 - Spectacle de l'année - Humour (Histoires vraies)
- 2012 - Émission de télévision de l'année - Humour (Condamné à l'excellence)

#### KARV, l'anti.gala
- 2015 - Comédien de l'année (Les Beaux Malaises)
- 2015 - Humoriste de l'année
- 2015 - Personnalité de l'année

#### Gémeaux
- 2016 - Meilleur Premier rôle masculin - Comédie (Les Beaux Malaises)

#### Artis
- 2014 - Personnalité masculine de l'année